# Самотёчный бульвар
Самотёчный бульва́р (ранее Самотёчный или Самоте́цкий сквер) — сквер в центре Москвы.

## Этимология
Получил название по располагавшемуся ранее на его месте Самотецкому или Самотёчному пруду. Пётр Сытин предполагал, что название пруда происходит от медленного течения воды в нём, однако позднее Галина Смолицкая и Михаил Горбаневский определили, что данное слово означает «проточный пруд». Ещё позднее Евгений Поспелов с соавторами и Михаил Вострышев с Юрием Шокаревым подтвердили данный вывод, отмечая, что название «Самотёка» характерно для большого количества рек и прудов с проточной водой.

## Географическое положение
Ограничен с запада Самотёчной улицей, с востока — Олимпийским проспектом, с юга — Самотёчной площадью, на севере отделён узким проездом от Суворовской площади. Разделяется на две неравные части Делегатской улицей. Является памятником садово-паркового искусства. Самотёчного бульвара нет в официальном списке московских улиц, так что правильнее было бы относить его к скверам.

## История
Не позднее XVII века в течении реки Неглинной был образован пруд, который называли Самотёчным или Самотецким, его плотина располагалась в районе современной Самотёчной площади, которую в то время пересекал оборонительный земляной вал. В 1879 году пруд был засыпан и на его месте был организован сквер, позднее переименованный в бульвар.

## Зелёные насаждения
В северной части бульвара произрастают старые липы мелколистные и дубы черешчатые, а также один старый ясень высокий и пара лиственниц. Имеются несколько довольно старых ясеней пенсильванских и тополей канадских. Из кустарников — чубушник, барбарис обыкновенный, боярышник и сирень венгерская. В южной части бульвара растительность более молодая, из старых деревьев встречаются только несколько вязов гладких, дубов черешчатых, крупных тополей канадских, несколько ив ломких, два тополя Симона и множество клёнов ясенелистных. Из средневозрастных посадок — берёзы, вяз гладкий, дуб черешчатый, клён ясенелистный, липа мелколистная, тополь бальзамический тополь канадский и ясень пенсильванский. Вокруг памятников — несколько экземпляров ели колючей и каштана конского. Также несколько групп кустарников: барбарис обыкновенный, дёрен белый, сирень венгерская и сирень обыкновенная. 

## Памятники
В 1948 году вход на бульвар был архитектурно оформлен архитектором И. К. Рыбченко. На бульваре расположены три памятника: в северной части бульвара — скульптурная композиция «Воинам, отстоявшим мир и свободу в борьбе с фашизмом», в южной — бюст Виталия Попкова (скульптор Лев Кербель, архитектор Лев Голубовский, 1953) и памятник маршалу Фёдору Ивановичу Толбухину (скульптор Лев Кербель, архитектор Григорий Захаров, 1960).